# بارفورد سنت مایکل
بارفورد سنت مایکل (به انگلیسی: Barford St. Michael) یک روستا در بریتانیا است که در بارفورد سنت مایکل و سنت جان واقع شده‌است.